# Siphonolejeunea neesii
Siphonolejeunea neesii är en bladmossart som först beskrevs av Mont., och fick sitt nu gällande namn av Bischl.. Siphonolejeunea neesii ingår i släktet Siphonolejeunea och familjen Lejeuneaceae. Inga underarter finns listade i Catalogue of Life.